# Oskar Bloch

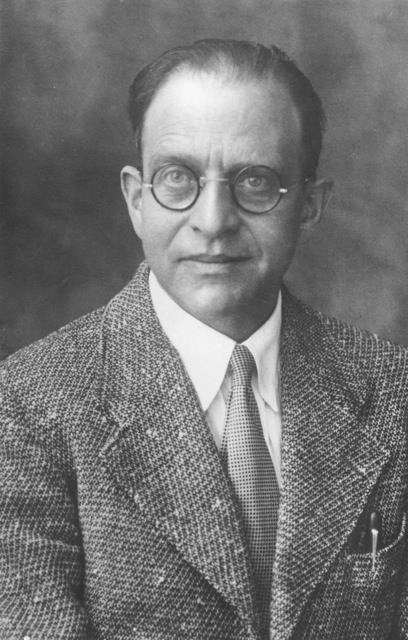
Oskar Bloch (ca. 1934)

Oskar Bloch, auch Oscar Bloch, (* 4. März 1881 in Zürich; † 6. Januar 1937 in Stuttgart) war ein deutscher Architekt schweizerischer Herkunft. Er arbeitete selbständig in Bürogemeinschaft mit Ernst Guggenheimer in Stuttgart.

## Leben
Am 4. März 1881 wurde Oskar Bloch in Zürich geboren. Ab 1883 lebte er mit seinen Eltern und seinen Schwestern in Stuttgart. Nach dem Abitur am Karls-Gymnasium Stuttgart studierte er Architektur an der Technischen Hochschule Stuttgart und absolvierte 1909 das 2. Staatsexamen zum Regierungsbaumeister (Assessor in der öffentlichen Bauverwaltung), zog aber die selbständige Berufsausübung einer Karriere als Baubeamter vor. Ab 1910 arbeitete er in Bürogemeinschaft mit Ernst Guggenheimer, den er 1909 kennenlernte. Bloch war Mitglied im Bund Deutscher Architekten (BDA) und in der jüdischen Organisation B’nai B’rith. 1919 heiratete er Alice geb. Rothschild. Bloch behielt bis zum Ende seines Lebens die Staatsbürgerschaft der Schweiz. Daher war er auch weniger Repressalien des nationalsozialistischen Regimes ausgesetzt als andere jüdische Architekten.
Oskar Bloch starb 55-jährig in Stuttgart. Die Urne mit seiner Asche wurde 1937 auf dem israelitischen Teil des Pragfriedhofs in Stuttgart beigesetzt (Urnengrab XXII, III, Nr. 148).

## Werk
Der erste Neubau von Oskar Bloch war ein Wohnhaus im Stuttgarter Westen. Ab 1909/1910 firmierten Oskar Bloch und Ernst Guggenheimer 25 Jahre lang unter der Bezeichnung Bloch & Guggenheimer, ihr Architekturbüro befand sich im Haus Königstraße 25. Aus der Zeit vor dem Ersten Weltkrieg sind vor allem das jüdische Waisenhaus in Esslingen und ein Schwesternwohnheim in Stuttgart bemerkenswert.

### Jüdisches Waisenhaus in Esslingen am Neckar

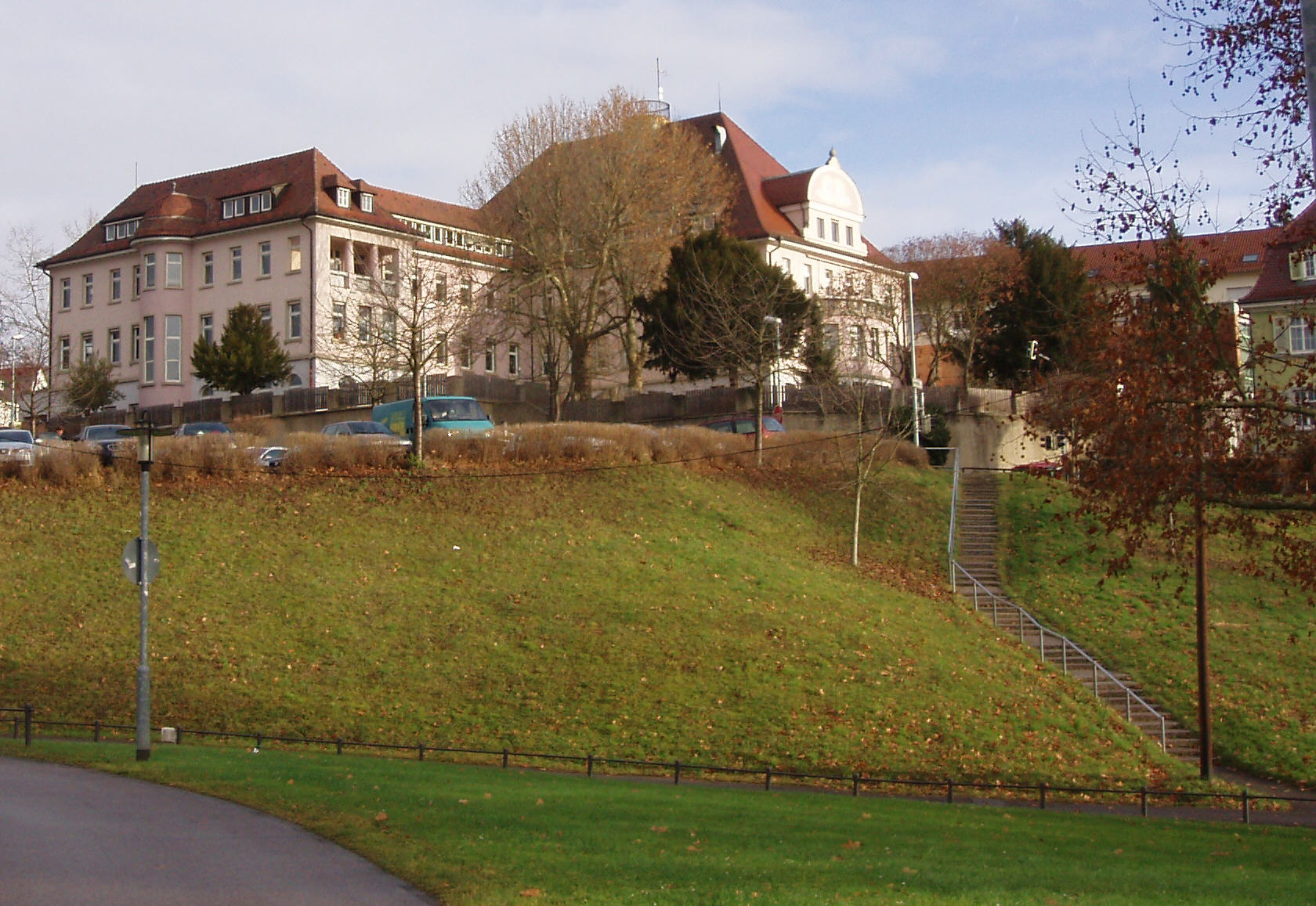
Theodor-Rothschild-Haus in Esslingen

Der Neubau des jüdischen Waisenhauses in Esslingen am Neckar, Mülbergerstraße 146, entstand 1913 nach einem Architektenwettbewerb, den Bloch und Guggenheimer gewannen. Das Haus ist erhalten und heißt heute Theodor-Rothschild-Haus. Die Allgemeine Zeitung des Judentums schrieb während der Bauzeit im Jahr 1913 hierzu:

„Das Haus ist im Äußeren sozusagen fertig und stellt sich, von der Hochebene hinter der Burg gesehen, als ein weiträumig entwickeltes, barockdurchströmtes Bauwesen dar. Die Grundfläche des Hauses steigt dann wieder etwas an, um die Höhe zu gewinnen, die einen köstlichen Rundblick ins Schwabenland bietet. (...) Die nach Norden gerichteten Gänge liegen wiederum am Wirtschaftshof. Der Südostwinkel der Fläche ist in Schulhof, Ziergarten, Küchengarten, Baum- und Kindergarten abgeteilt. Schon das reiche Naturkleid der Gärten erweckt die volle Sympathie mit dem ganzen Baugedanken, ganz bedeutend vergrößert aber durch die Aufnahme des Hauses selbst, das, ein Werk der Architekten Bloch und Guggenheimer, Stuttgart, ein ausgereifter Beispiel für derartige Anlagen zu werden verspricht. Die Mitte der oberen Hälfte des Grundstücks ungefähr ist durch den eigentlichen Hauptbau ausgedrückt. Er ist mit der Längsachse gegen das Tal gerichtet und von dort aus auch zu sehen. Dieser Bau enthält auch die Haupträume des Hauses, während der westlich anschließende Flügel mit dem an der Panoramastraße liegenden Kopfflügel die eigentlichen Schulräume enthält.“

Im November 1913 wurde das jüdische Waisenhaus durch den württembergischen König Wilhelm II. feierlich eingeweiht, es wurde Wilhelmspflege genannt.

### 1920er Jahre

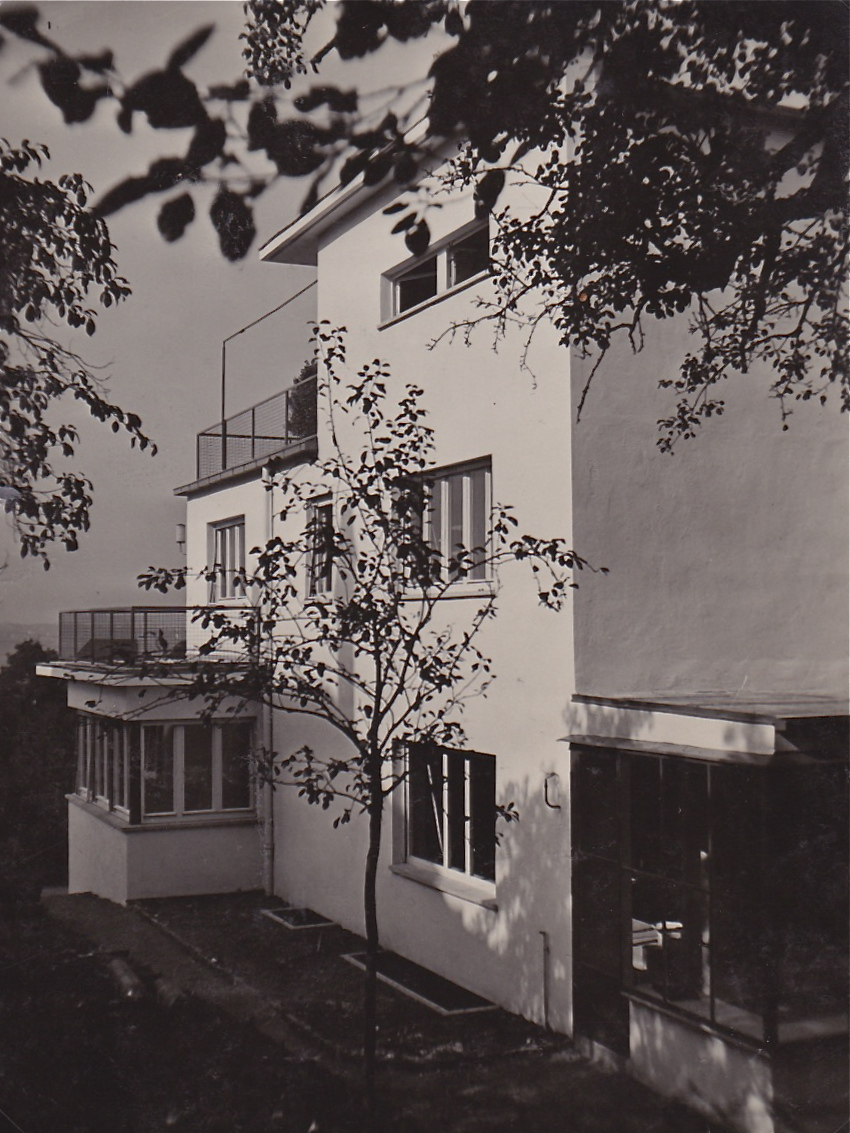
Haus an der Bopserwaldstraße in Stuttgart, 1929

Bloch und Guggenheimer entwarfen das 1925 auf dem Stuttgarter Pragfriedhof errichtete Ehrenmal für die jüdischen Gefallenen des Ersten Weltkriegs. 1926 bauten sie eine Gold- und Silberwarenfabrik in Schwäbisch Gmünd zur Synagoge der dortigen jüdischen Gemeinde um. Die Architektur des Neuen Bauens, insbesondere die Formensprache der Weißenhofsiedlung in Stuttgart, beeinflusste auch den Baustil von Bloch und Guggenheimer. In diesem Stil erweiterten Bloch und Guggenheimer 1928–1930 die Stuttgarter Arbeitersiedlung „Im Eiernest“. Für jüdische Bauherren führten sie eine Häusergruppe in moderner Formensprache aus. Die sieben Häuser erhielten vom Volksmund den Spitznamen „Klein Palästina“, was in der Zeit des Nationalsozialismus verspottend aufgeladen wurde. Myra Warhaftig benennt als ursprünglichen Grund für den Spitznamen, dass „sowohl die Architekten als auch die Bauherren Juden waren“. Weiter errichteten Bloch und Guggenheimer ein Chemielabor in Salzgitter und die Villa für Dr. Oppenheimer in Stuttgart (zerstört).

### Zeit des Nationalsozialismus
Nach 1933 erhielten Oskar Bloch und Ernst Guggenheimer als Juden keine Zulassung zur Reichskammer der Bildenden Künste, was einem weitgehenden Verbot der selbständigen Architekten-Tätigkeit gleichkam. Sie durften nur noch für jüdische Bauherren arbeiten. Bis zu seinem Tod war Oskar Bloch diesen Einschränkungen bei seiner Berufsausübung unterworfen.
Durch Hans Oppenheimer ist überliefert, dass Oskar Bloch eine jüdische Schule im Hofe des israelitischen Gemeindehauses errichtete:

„Besondere Schwierigkeiten bot in Stuttgart die Lösung der Raumfrage für die nun wieder nötig gewordene jüdische Volksschule. Der kürzlich verstorbene Architekt Oscar Bloch - übrigens auch der Erbauer der Jüdischen Schwesternheims in Stuttgart und des Israelitischen Waisenhauses in Esslingen - hat sich dieser Aufgabe mit Geschick unterzogen. Im Hofe des Gemeindehauses hat er einen modernen Bau errichtet mit Werkraum und Turnhalle, mit Veranda und Waschräumen, mit sieben Klassen, die zurzeit 265 Schüler beherbergen. (...) Helle, luftige Räume, viele und große Fenster, neuzeitliche Bänke und Tafeln zeigen, dass man mit Bedacht alle Gegenstände ausgewählt hat.“

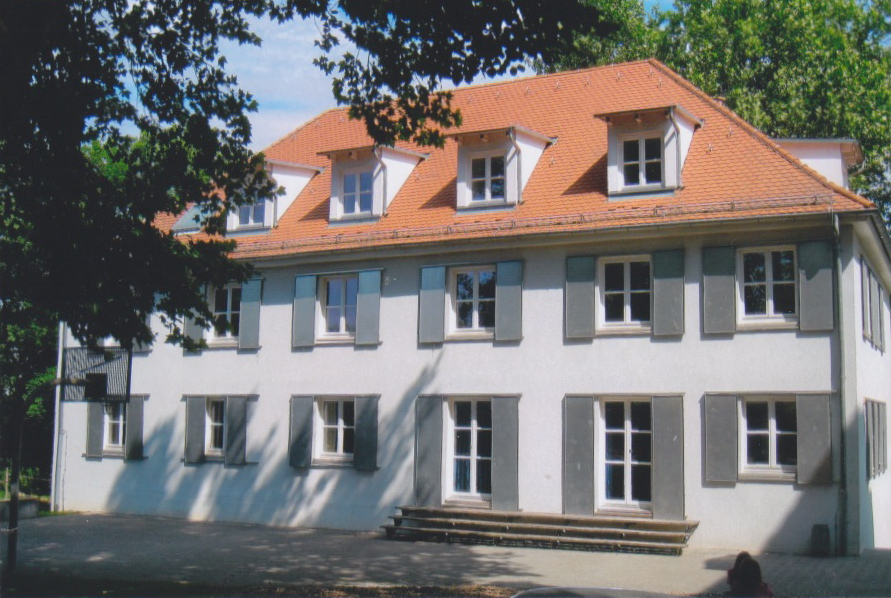
Erweiterungsbau der Wilhelmsruhe in Heilbronn-Sontheim

Das 1907 eingeweihte, von den Stuttgarter Architekten Heim und Früh entworfene Gebäude der Wilhelmsruhe, das zunächst als jüdisches Altersheim, dann als Frauenklinik und Nachsorgeklinik diente, wurde in den Jahren 1936 und 1937 um 28 Einzelzimmer erweitert, die später mehrfach belegt wurden. Offiziell war als Architekt zunächst nur Oskar Bloch genannt, da er die schweizerische Staatsbürgerschaft hatte. Nach dem Tod Blochs 1937 erlaubten die nationalsozialistischen Machthaber seinem Partner Ernst Guggenheimer, die Erweiterung zu beenden.

### Bauten und Entwürfe (Überblick)
- 1910: Doppelhaus Krieg / Kittler in Stuttgart-West, Hauptmannsreute 74 und 76
- 1910–1911: Umbau des Hauses Reichenberger in Cannstatt
- 1911: Wohnhaus in Stuttgart, Hauptmannsreute 78
- 1912–1913: Jüdisches Waisenhaus „Wilhelmspflege“ in Esslingen am Neckar, Mülbergerstraße 146
- 1913–1914: Jüdisches Schwesternwohnheim in Stuttgart-Nord, Dillmannstraße 19
- 1915–1917: Villa für den Unternehmer Albert Levi in Stuttgart, Lenzhalde 83
- 1924–1925: Villa für den Kaufmann Samuel Weil in Saarbrücken-St. Johann
- 1925: Jüdisches Gefallenenehrenmal in Stuttgart auf dem Pragfriedhof
- 1925: Gewerbebau für das Unternehmen Schaper & Brümmer` in Salzgitter-Ringelheim
- 1925: Haus Guggenheimer in Stuttgart, Hauptmannsreute 115
- 1925: Haus Bloch in Stuttgart, Honoldweg 25
- 1927–1928: Villa für Edgar S. Oppenheimer in Stuttgart-Ost, Gerokstraße 45 (1972 abgerissen)[9][10]
- 1928: Umbau der Synagoge in Ulm
- 1928: Erweiterung der Siedlung „Im Eiernest“ in Stuttgart-Heslach, Karl-Kloß-Straße und Kelterstraße
- 1928–1929: Haus für den Kaufmann Otto Frankenstein in Stuttgart-Ost, Bopserwaldstraße 55[11][12]
- 1929–1930 Haus Beifuß in Stuttgart, Gaußstraße 95[10]
- 1929–1930: Haus für Alice Bloch-Tank in Stuttgart-West, Zeppelinstraße 32
- 1930–1933: Wohnbebauung „Klein Palästina“ in Stuttgart, unterhalb der Doggenburg, Cäsar-Flaischlen-Straße 3–9, Hauptmannsreute 88, Wilhelm-Busch-Weg 5–13 (sieben terrassierte Einfamilienhäuser)
- um 1931: Entwurf für ein Turnheim des MTV Stuttgart[13]
- 1931–1932: Villa Josef Guggenheim in Diessenhofen/Schweiz
- 1931: Mehrfamilienhaus für Daniel Guggenheim in Diessenhofen (Schweiz)
- 1931: Umbau und Erweiterung des Geschäftshauses Marx in Stuttgart-Bad Cannstatt[14]
- 1931–1932: Haus Grünwald in Stuttgart, Payerstraße[15]
- 1932: Villen für Ullmann und Heilbronn in Gailingen[10]
- 1932–1933: Haus Schaper in Salzgitter-Ringelheim
- 1933: Doppelhaus in Stuttgart, Hauptmannsreute 86[16]
- 1934: Dreifamilienhaus für Hoechheimer in Stuttgart
- 1934–1935: Jüdische Schule Stuttgart
- 1935–1936: Mehrfamilienwohnhaus für Weil & Ullmann in Stuttgart, Feuerleinstraße 2/4
- 1935–1937: Dreifamilienhaus für Ney in Stuttgart, Richard-Wagner-Straße 75
- 1936–1937: Erweiterungsbau des jüdischen Altersheims in Heilbronn-Sontheim, Hermann-Wolff-Straße 31

### Haus Hauptmannsreute 88
Das Haus Hauptmannsreute 88 wurde 1930 als erstes der Siedlung „Klein Palästina“ für den jüdischen Unternehmer Simon Krautkopf (in Mechanische Strick- und Wirkwarenfabrik Krautkopf) gebaut. Er musste sein Haus nach der Machtübernahme durch die Nationalsozialisten verkaufen und in die USA emigrieren, erhielt das Haus jedoch nach dem Krieg zurück. Seine Fabrik stand unmittelbar neben dem Verlag Herold-Bücher der Brüder Erich und Richard Levy an der Rosenbergstraße in Stuttgart. Die Brüder Levy – seit 1929 amtlich Lenk – waren in der Siedlung „Klein Palästina“ unmittelbare Nachbarn Krautkopfs. Auch sie mussten emigrieren und ihre Häuser verkaufen. Die Tochter Olga Levy-Drucker hat ihre Erinnerungen an die Zeit in der Cäsar-Fleischlen-Straße und die Umstände des Verlusts literarisch in dem 1995 erschienenen Buch Kindertransport - Allein auf der Flucht festgehalten.